# Maârif
Maârif (en àrab المعاريف, al-Maʿārīf; en amazic ⵍⵎⵄⴰⵔⵉⴼ) és un districte (arrondissement) de la ciutat de Casablanca, dins la prefectura de Casablanca, a la regió de Casablanca-Settat, al Marroc. Segons el cens de 2014 tenia una població total de 170.689 persones.